# Borbo
Genre
Le genre Borbo regroupe des lépidoptères (papillons) de la famille des Hesperiidae et de la sous-famille des Hesperiinae.

## Dénomination
Ils ont été nommés Borbo par William Harry Evans en 1949.
En anglais ce sont les Swifts

## Liste des espèces

### Résidant en Afrique
- Borbo borbonica (Boisduval, 1833) — Hespérie de l'île Bourbon.
- Borbo chagwa (Evans, 1937).
- Borbo detecta (Trimen, 1893).
- Borbo fallax (Gaede, 1916).
- Borbo fanta Evans, 1937.
- Borbo fatuellus (Hopffer, 1855).
- Borbo ferruginea Aurivillius, 1925.
- Borbo gemella (Mabille, 1884).
- Borbo havei (Boisduval, 1833) présent à Madagascar.
- Borbo holtzii (Plötz, 1883).
- Borbo impar (Mabille, 1883).
- Borbo kaka Evans, 1938.
- Borbo lugens (Hopffer, 1855).
- Borbo micans (Holland, 1896).
- Borbo perobscura Druce, 1912.
- Borbo ratek (Boisduval, 1833) présent à Madagascar.

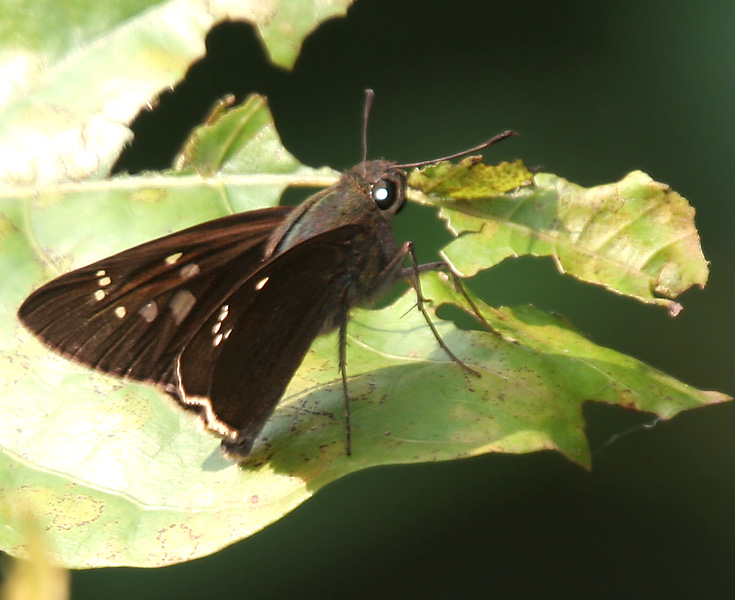
Borbo cinnara

- Borbo sirena Evans, 1937.

### Résidant en Australasie
- Borbo binga (Evans, 1937) présent en Australie.
- Borbo cinnara (Wallace, 1866).
- Borbo impar (Mabille, 1883).
- Borbo liana (Evans, 1937)
- Borbo philippina ou Caltoris philippina (Herrich-Schäffer, 1869)